# 10174 Emička
10174 Emička è un asteroide della fascia principale. Scoperto nel 1995, presenta un'orbita caratterizzata da un semiasse maggiore pari a 2,7469664 UA e da un'eccentricità di 0,2357136, inclinata di 4,38481° rispetto all'eclittica.
L'asteroide è dedicato a Ema Moravcová, figlia dello scopritore